# 羽田孜
羽田 孜（はた つとむ、1935年〈昭和10年〉8月24日 - 2017年〈平成29年〉8月28日）は、日本の政治家。1994年4月から6月まで内閣総理大臣（第80代）を務めた。1969年から2012年まで衆議院議員を14期務め、自由民主党時代には農林水産大臣や大蔵大臣を、離党後には細川内閣で副総理と外務大臣を務めた。また、新生党や太陽党、民政党の党首・代表を歴任した。
羽田は1935年8月24日、後に衆議院議員となる羽田武嗣郎の長男として誕生した。上田第二中学校、成城学園高校、成城大学経済学部を卒業後、1958年に小田急バスに就職。1965年に綏子と結婚し、雄一郎と次郎の2人の息子をもうけた。1969年には父の後を継いで長野2区から自民党公認で当選した。佐藤派に始まり次いで田中派に所属し、第2次中曽根内閣で農林水産大臣を務めた。羽田は竹下派の結成に加わり、竹下派七奉行の一人に位置づけられた。竹下内閣でも再び農林水産大臣を務め、宮澤内閣では大蔵大臣を務めた。しかし、1992年に東京佐川急便事件によって竹下派が分裂すると、羽田は小沢一郎と共に政治改革を掲げ羽田派を立ち上げた。
1993年6月には宮澤内閣の不信任決議案に賛成して自民党を集団離党し、自らを党首とする新生党を結成した。同年に誕生した細川内閣では連立与党として副総理と外務大臣を務めた。1994年に細川が辞任すると後を継いで第80代内閣総理大臣に就任した。しかし日本社会党が連立を離脱したことで少数与党政権となり、在職64日で総辞職した。
退任後は新生党を解党して結成された新進党に参加した。羽田は党首選挙に出馬するも海部俊樹に敗れ副党首となった。1995年には再び党首選挙に出馬するも小沢に敗れた。1996年には新進党を離党して太陽党を結成し党首に就任した。1997年末に新進党が分裂すると1998年に民政党を結成して代表に就任した。1998年4月には民主党の結成に加わり、初代幹事長を務め、その後は羽田グループのトップとして特別代表や最高顧問を務めた。しかし、健康状態の悪化により2012年12月の衆議院解散をもって政界を引退した。その後は療養生活を送り、2017年8月28日に老衰で死去した。
羽田は選挙制度改革に取り組んでいたことで知られ、「ミスター政治改革」とも呼ばれる。温厚な人柄であったことから調整型の人物としても知られていた。一方で、小沢一郎とのコンビが「二重権力」と批判されたほか、自身が首相を務めた羽田内閣は64日間で退陣し、目立った実績を残せなかった。

## 生涯

### 生い立ちと若年期 (1935年-1968年)

羽田武嗣郎の胸像（上田城跡公園）

羽田は1935年8月24日に羽田武嗣郎とその妻としの長男として東京都大田区蒲田にあるとしの伯父の家で生まれた。父である武嗣郎は政治家の家系に生まれ、東北帝国大学で阿部次郎のもとに学び、羽田が生まれたときは朝日新聞の記者を務めていた。母であるとしは長野電鉄の創立者である神津藤平の娘で、日本女子大学を卒業後の1931年に武嗣郎と結婚した。この時の仲人は阿部次郎が務め、羽田の名付け親も阿部であった。阿部は「孜孜として働く」という言葉から孜という名を付けた。
1937年に父である武嗣郎が第20回衆議院議員総選挙に長野2区から出馬し、35歳で初当選した。当選後に武嗣郎は同郷の先輩で岩波書店の創立者である岩波茂雄の手を借りて羽田書店という出版社を開いた。衆議院議員としての武嗣郎は、前田米蔵の秘書官や運輸通信参与官などを歴任した。
羽田は1942年に東京の洗足近くにある第二延山国民学校に入学。しかし、太平洋戦争の戦況の悪化によって東京では空襲が激しくなったため、初等科3年生に進級する直前の1944年から羽田は長野県上田市に疎開した。太平洋戦争が終結すると武嗣郎は公職追放され、地元の上田市で新聞事業などを始めた。羽田は1948年に上田第二中学校に入学した。中学を卒業すると羽田は政界復帰を目指す父と共に東京に移り、成城学園高校に入学した。1954年には羽田は成城大学経済学部に進んだ。羽田は勉学よりも他の活動に勤しんでおり、在学中にはハンガリー動乱を受け日本に亡命したハンガリー人学生を留学生として受け入れる活動を行った。羽田は1958年に成城大学経済学部を卒業した。
彼は父と同じように新聞記者になることを望んでいたが叶わず、同時に志望したサッポロビールへの入社も叶わなかった。そこで彼は父のコネで大学卒業と同じ年の1958年に小田急バスに入社した。羽田は観光課を志望したが、まずは東京の吉祥寺営業所で事務を担当し、添乗員も務めた。入社2年後の1960年に羽田は本社の観光課に転属となった。羽田は年齢や業種別に合った観光ツアーの企画を行い、修学旅行や、皇族の旅行なども企画した。また、羽田は小田急バスの労働組合に所属しており、厚生部長や監査を務めた。
1963年11月には父である武嗣郎が脳出血で倒れた。そのような中、1965年に、カルピス製造の会長や同志社理事を務めた津下紋太郎の孫で、日本理研ゴム（現・オカモト）の副社長を務めた津下綱平の長女である綏子と結婚し、後に2人の息子をもうけた。結婚にあたって周囲からは武嗣郎の後を継ぐべく政治家の娘か選挙区に縁がある家の娘がよいと勧められたが、羽田自身や武嗣郎、母であるとしも世襲には反対していた。

### 政界入り (1968年-1985年)

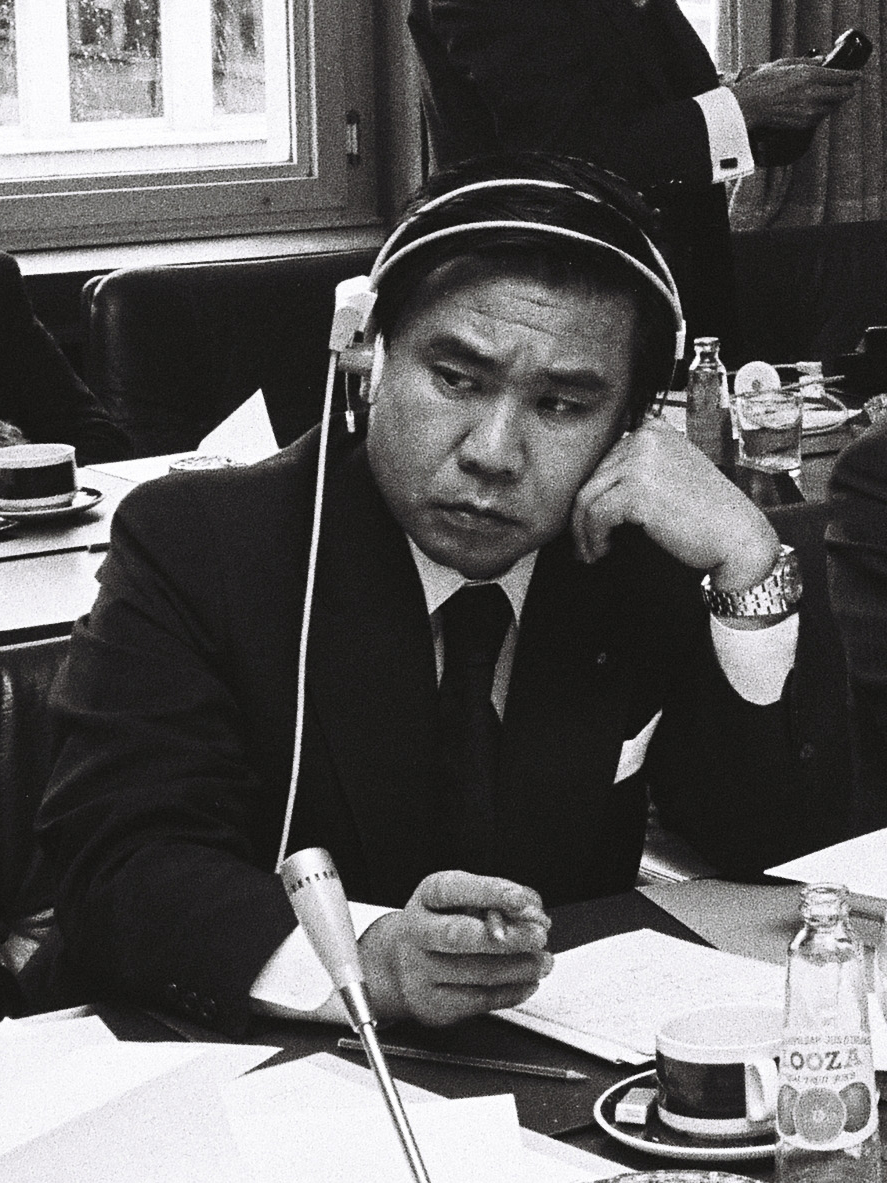
1978年、ルクセンブルクにて

父である武嗣郎は体調の悪化から1966年に政界引退を決めた。しかし後継者が見つからなかったため武嗣郎は1967年の第31回衆議院議員総選挙にも出馬をせざるを得ず、2位で8回目の当選をした。羽田も武嗣郎も世襲には否定的だったが、武嗣郎は後援会の説得によって考えを改めた。そこで周囲はまず武嗣郎と気心の知れた県議会議員に後継を引き受けさせ、直後にその県議会議員が羽田を自らの後継者として指名するという策を取った。羽田自身も周囲の説得を受け、1968年の夏に立候補の意欲を固めた。
羽田は1968年10月に小田急バスを退社した。それに先駆けて羽田は選挙区の有力者の訪問を始め、総選挙が行われた1969年12月までおよそ2万軒を訪れた。また、1969年1月には羽田を支える後援会である「千曲会」が発足した。そして羽田は1969年の第32回衆議院議員総選挙で旧長野2区から自民党公認で初当選した。自民党の当選同期には小沢一郎、奥田敬和、梶山静六、中山正暉、浜田幸一、渡部恒三、そして後に内閣総理大臣を務める森喜朗がいた。羽田の父である武嗣郎が石井派の長老であったことから羽田も石井派に所属するものと思われていた。しかし羽田は選挙の際に田中角栄の世話になったことや、田中が次期首相として期待されていたこともあり、田中が所属していた佐藤派への入会を決めた。それを武嗣郎に相談したところ自分の決めたようにするよう言われたが、石井光次郎には了解を取るよう言われた。そこで石井に会ったところ、石井は快諾した。地元の支持者からの了解も得て、羽田は佐藤派に入会することになった。当時、佐藤は総理総裁として多忙だったため、羽田や同じく佐藤派に入った小沢、奥田、梶山、渡辺らは田中角栄から指導を受けた。その後、田中派が結成されると羽田は田中派に属した。
羽田は逓信、議運、国対の委員となり、衆議院逓信委員会の理事を務めた後、1975年に三木武夫内閣で郵政政務次官を務めた。その後は自民党の電信電話基本問題調査会料金小委員長などを務めるなど、当初は郵政族として歩んでいた。しかし羽田は自民党の農林部会に所属するなど農政にも関わっており、1976年には福田赳夫内閣で農林政務次官を務め、農林大臣だった鈴木善幸を助けて初年度だった稲の生産調整や200カイリ問題に取り組んだ。ここから羽田は農林族の道を進むようになった。その後も羽田は自民党農林部会の会長や衆議院農林水産委員会の委員長、衆議院林政調査会の会長などを歴任した。羽田は自民党の農林部会長として稲作からの転作を進めながら、生糸の価格引き下げを進めた。また、アメリカ合衆国との牛肉・オレンジ自由化交渉の際にはワシントンに赴いて交渉を行った。1984年1月には田中派の事務局長に就任した。しかし、1985年2月には竹下登を中心とした田中派の派中派である創政会の立ち上げに参画した。

### 閣僚を歴任 (1985年-1992年)

#### 農林水産大臣

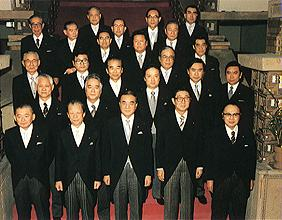
羽田が初入閣した第2次中曽根第2次改造内閣発足時の記念撮影。羽田は2段目の右から2番目

1985年12月に羽田は第2次中曽根第2次改造内閣で農林水産大臣として初入閣した。羽田は農水相として価格政策の転換に取り組み、加工原料乳の保証価格の引き下げや、豚肉などの食肉の基準案低価格の引き下げ、生産者麦価の引き下げを主導した。さらに羽田は生産者米価も引き下げようとしていたが、1986年7月の衆参同日選挙の後に組閣された第3次中曽根内閣で農水相が加藤六月に交代された。交代後も羽田は加藤が進めた米価の引き下げにあたって取りまとめにあたった。
1986年秋にはアメリカ合衆国との間で米と煙草の自由化を巡る交渉が始まった。羽田は交渉のためワシントンに赴き、米国の通商代表や農務長官、商務長官や運輸長官、また農政に長けていた上院議員など20人ほどと面会した。羽田は煙草に関しては譲歩の用意はありつつも日本国内の産業を守るという立場を取り、米に関しては妥協できないという考えを伝えた。結果として、日米の交渉では米については先送りされ、煙草は日本が関税率をゼロにする代わりに米国は日本に対する報復措置を取らないことに決まった。
1987年7月には田中派を割って竹下派が結成され、羽田は竹下派の初代事務局長に就任した。羽田は竹下を支える竹下派七奉行のひとりに数えられた。同年11月には竹下内閣が発足した。竹下内閣において羽田は米の市場開放や牛肉・オレンジ交渉などの調整や交渉を続けた。また、税制問題等調査特別委員会の理事も務め、税制改正にも取り組んだ。竹下は1988年12月に内閣改造を行い、羽田は再び農林水産大臣に就任した。その後、竹下内閣は1989年4月に退陣した。

#### 政治改革への取り組み
リクルート事件によって政治改革への風が吹き始めると、羽田は小沢に説得されて自民党選挙制度調査会長に就任した。羽田は、政治改革推進本部長となった伊東正義、同副本部長となった後藤田正晴と合わせ「改革トリオ」と呼ばれた。首相の海部俊樹のもとで政治改革が進められ、1990年4月には小選挙区比例代表並立制を含む政治改革案が政府の選挙制度審議会で承認され、1991年6月には選挙制度審議会により小選挙区の区割りが答申された。しかし、こうした政治改革は山崎拓、加藤紘一、小泉純一郎から成るYKKなどからの反発を受け、1991年9月に衆議院特別委員会の理事会で廃案となった。政治改革に取り組むと同時に、羽田は自民党の農林水産物貿易対策委員長としても活動した。

#### 大蔵大臣

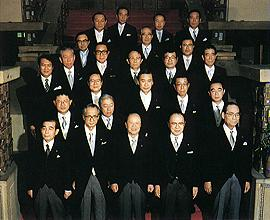
宮澤内閣発足時の記念撮影。羽田は2段目の右から3番目

1991年11月に誕生した宮澤内閣では羽田は大蔵大臣に就任した。蔵相就任にあたっては、羽田自身は乗り気ではなかったが、前任の蔵相だった橋本龍太郎が証券不祥事の責任を取って辞意を固めた時から、自民党内では政治改革に取り組んでいた羽田を推す声が上がっており、金丸が推す形で入閣した。羽田は蔵相としてバブル崩壊による不況の対策に追われたが、内閣全体として対策が後手に回ったことで羽田も「大蔵省の操り人形」として批判を受けた。羽田は1993年度予算では東西冷戦の終結と軍縮の流れに合わせ防衛費を過去最低の伸び率に抑えたほか、生活関連の公共投資の増額を行った。

### 羽田派会長 (1992年-1993年)
1992年5月には元熊本県知事だった細川護熙が日本新党を結成し、同年の第16回参議院議員通常選挙で4議席を獲得した。さらに1992年8月には東京佐川急便事件が発覚し、竹下派の会長である金丸が議員辞職した。竹下派内では小沢一郎と梶山静六による争いが生じて「一六戦争」となった。羽田は蔵相という立場もあり、竹下派の分裂回避に向けて動くと見られていた。しかし、小渕恵三が新たに竹下派の会長に就任すると、羽田は小沢に担がれて竹下派の派中派として43人で成る「改革フォーラム21」を立ち上げ、その後、羽田派として自立した。1992年12月の宮澤改造内閣での閣僚人事では羽田派は冷遇を受けた。
羽田は当初は宮澤への協力を表明していた。宮澤はテレビ朝日の『総理と語る』という田原総一朗が司会を務める番組において通常国会中に政治改革を実現すると明言した。宮澤は通常国会中の政治改革法案の実現に意欲を見せていたが、自民党執行部が慎重姿勢を崩さなかったことで約束は履行されなかった。そのような中、会期末が迫り、野党が内閣不信任案を衆議院に提出した。

### 新生党結成・細川内閣 (1993年-1994年)

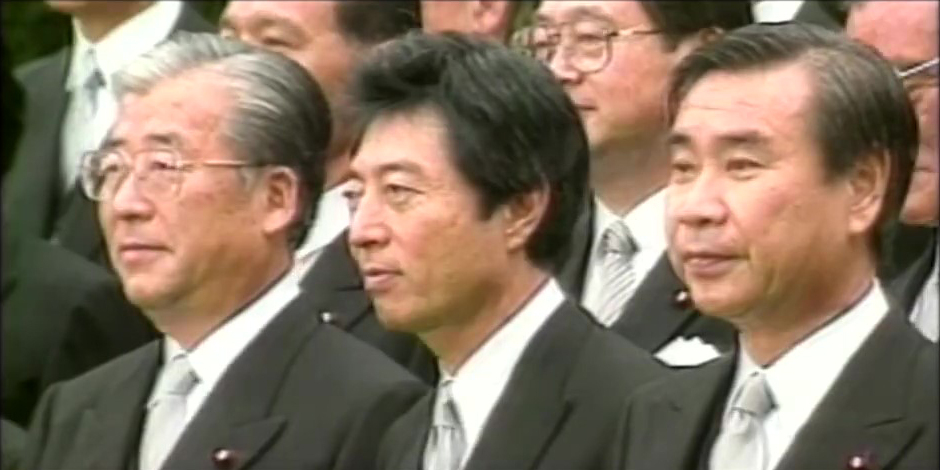
細川内閣発足時の記念撮影。左から山花貞夫、細川、羽田

1993年6月17日に社会党、公明党、民社党、社民連、民主改革連合、日本新党の6党によって宮澤内閣の内閣不信任決議案が提出された。採決は6月18日に行われ、羽田派34人はこれに賛成し、賛成255票、反対220票、欠席21人で内閣不信任決議案は可決された。羽田派は内閣不信任案可決後も自民党に残って次の内閣での主導権を握ろうとしていたが、不信任決議案に反対した武村正義らが自民党を離党し6月21日に新党さきがけを結成した。これを受け、羽田も急ピッチで新党の設立の準備を進め、6月22日に羽田派は自民党を離党し、23日に羽田を代表として新生党を結成した。新たな党の結成にあたっての党名には「自由新党」や「保守新党」、「人間党」といった案もあったが没となった。羽田は自らが好んで書いていた「温故創新」という言葉から「創新党」を提案し、いったんは内定したが、分かりにくいという理由で没となった。24日には羽田は社会党、公明党、民社党、社民連の党首らと非自民・非共産連立政権の樹立を目指すことで合意した。
不信任決議案が可決された宮澤内閣は衆議院を解散し、第40回衆議院議員総選挙が行われた。新生党は選挙前の34議席から55議席に議席を伸ばし第3党となった。選挙の結果、新政権樹立で合意していた新生党を始めとする5党のほか、日本新党と新党さきがけの合計7党から成る細川内閣が成立した。当初、首相には羽田が有力視されていたが、首相候補の選定を行っていた小沢が政党のバランスやマスコミ対策などが考慮した結果、細川を首相とすることにした。細川内閣において、羽田は副総理と外務大臣に任命された。羽田は内閣で唯一の閣僚経験者であった。また、新生党からは羽田の他4人が入閣した。
羽田は外務大臣として9月にタイとカンボジアに初めての外遊を行い、両国の首相とそれぞれ会談を行った。同月にはワシントンDCで開かれたパレスチナ暫定自治協定の調印式に出席し、パレスチナ解放機構のヤーセル・アラファートらと面会した。また、同月25日には細川首相と共に国連総会に出席した。11月にはシアトルで開かれたアジア太平洋経済協力に出席し、1994年1月には中国を訪問、3月にはロシアを訪問し首相であるヴィクトル・チェルノムイルジンと会談した。

### 内閣総理大臣 (1994年)

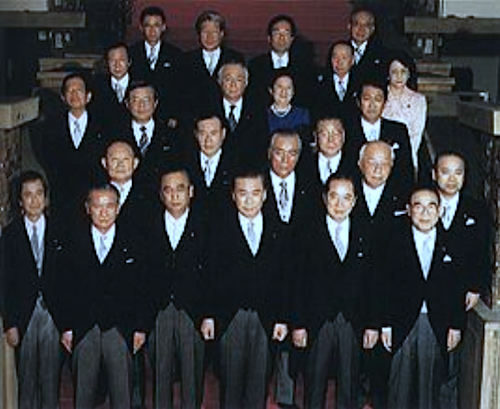
羽田内閣組閣時の記念撮影

1994年4月8日に細川は自らの政治資金を巡る追及を受け突如として辞任を発表した。細川の辞任後は与党内では社会党を外し自民党の一部議員と組む連立組み替えを行う構想が生じた。小沢は渡辺美智雄に首相の座と引き換えに派閥ごと自民党を集団離党するよう持ちかけ、渡辺自身も一時は離党に傾いたが、結果として連立の組み替えも渡辺の離党も実現せず、連立を維持して羽田を首相として担ぐことに決まった。一方で、羽田の秘書官であった北沢英男によると、小沢は「孜ちゃんはもっと安定的な環境の時にやったらいい」と羽田を首相に担ぐことには否定的であり、最後まで羽田を首相候補にするつもりはなかった。この間に連立与党であった新党さきがけが閣外協力に転じた。羽田は4月25日に内閣総理大臣に指名され、第80代内閣総理大臣に就任した。
羽田の指名後には新生党、日本新党、民社党が社会党を除いた新会派である「改新」を結成し、これに怒った社会党が連立を離脱した。社会党の連立離脱によって連立与党の議席占有率は衆議院の37%、参議院の24%となった。羽田や連立与党は社会党の政権復帰を求める交渉を行ったが叶わなかった。こうした連立交渉によって組閣を行うことが出来ず、26日には名古屋空港で中華航空140便墜落事故が発生すると、細川内閣が職務執行内閣として対応を行った。羽田内閣は28日に少数与党政権として組閣された。羽田の最初の公務は駐日アメリカ合衆国大使館において22日に死去したリチャード・ニクソンの弔問と記帳を行うことだった。
羽田内閣発足直後の内閣支持率は朝日新聞調査で支持率47%、不支持率32%で、歴代内閣と比べても悪い数字ではなかった。羽田自身への印象も「親しみやすい」が27%で最も多かったが、内閣への印象は「少数与党で不安定」が37%で最も多かった。また、時事通信調査では支持率40.8%で、支持理由は「他に適当な人がいない」が13.7%で最も多かった。　

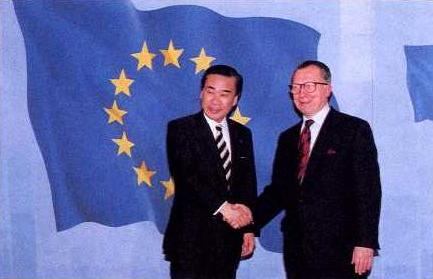
欧州委員会委員長のジャック・ドロールと

内政面では、羽田の就任直後の5月4日には法務大臣であった永野茂門が南京事件はでっち上げだと発言し、日本国内外からの批判を受け7日に引責辞任した。羽田は5月10日には所信表明演説を行い、細川内閣の改革を継承すると表明した。その後には公共料金の値上げの凍結を発表し、国民の声を聞くとして首相官邸のFAXに「目安箱」を設置した。羽田内閣は6月には1994年度予算を成立させた。外交面では、7月の第20回先進国首脳会議への出席に備えて5月にイタリアやフランス、ドイツ、オランダにある欧州連合本部を歴訪した。ただし、6月に総辞職したことで羽田はサミットには出席できなかった。
6月の1994年度予算の成立に合わせ、少数与党政権は民意を反映していないとして自民党が内閣不信任決議案を提出した。この時すでに小選挙区制の導入は決まっていたが、区割りは確定しておらず、解散総選挙は事実上不可能だった。この際、一部の新聞では対応を協議するために羽田と小沢が執務室で10時間以上話し合ったと報じられたが、羽田自身は公明党の市川雄一や民社党の中野寛成、日本新党の松岡満寿男などの連立与党の幹部と頻繁に話し合っており、小沢と話し合ったのは数十分に過ぎないと報道を否定している。内閣不信任決議案が可決する見通しとなると、羽田内閣は6月25日に総辞職を表明し、6月30日に総辞職した。在職日数は64日だった。

### 首相退任後の経歴 (1994年-2012年)

#### 新進党 (1994年-1996年)
羽田内閣の総辞職後には自社さ連立政権である村山内閣が発足した。村山内閣の発足や小選挙区制の導入を受けて野党の間では新たな新党を作る動きが模索され、1994年12月に新生党を始め日本新党や民社党、公明党の一部などが合流して新進党が結成された。羽田は党首選挙に立候補し、自民党を離党して新進党に合流した海部俊樹や民社党代表だった米沢隆と選挙戦となったが、国会議員214人による投票の結果、海部131票、羽田52票、米沢31票となり羽田は敗れた。海部の党首就任は小沢が推しており、ここから羽田と小沢の間で対立が顕在化した。
海部の任期満了が近づくと党首選出規定がなかった新進党では党首公選を実施することに決まり、1995年12月に党首選挙が行われた。当初は現党首の海部と、海部・小沢を中心とする執行部に批判的な羽田を中心に行われると予想されていたが、羽田の対立候補に小沢を推す声が高まり、小沢が立候補を決めたことで羽田と小沢の一騎打ちによる選挙となった。党首選の結果、小沢が約112万票、羽田が約56万票となり羽田は再び敗れた。党首選直後、羽田を支持したグループは興志会を結成した。
その後、羽田は一時は自らのグループを解散するなどして小沢に対する協力姿勢を見せたが、羽田は1996年10月の第41回衆議院議員総選挙での敗北を受けても責任の所在を明確にしない小沢に不満を募らせ、やがて離党に傾いた。一時は離党を思いとどまったものの、12月には細川との会談の中で新党の結成を示唆した。これを受けて新進党の執行部や旧公明党、民社党出身の議員らが羽田を慰留したが、羽田は応じなかった。

#### 太陽党・民政党 (1996年-1998年)

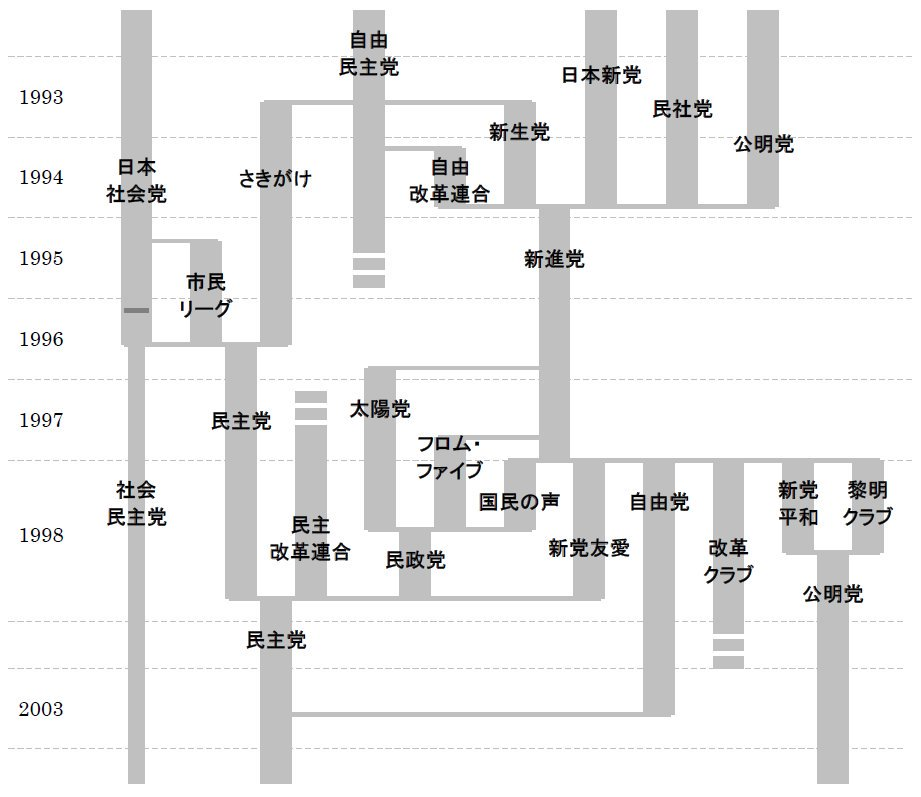
1990年代の政党の離合集散

1996年12月26日に羽田を含め13人の国会議員は新進党を離党して太陽党を結成した。党名には「改進党」や「政友党」を推す意見があったが、「明るさや温かさ、清潔さ」をアピールできるとして「太陽党」に決まった。羽田らの離党にあたっては小沢は円満離党の形になるように指示していた。羽田は、小沢が嫌いで新進党を飛び出したのではなく、小沢と徹底して話し合ったうえで、新進党と民主党の架け橋としての役割を果たすため太陽党を結成したと述べている。太陽党内では若手や中堅が自民党との連携を模索していたが、羽田は野党の結集を唱えていた。
1997年末に新進党が解党すると、1998年の年始には太陽党など6党によって統一会派である民主友愛太陽国民連合（民友連）が結成された。そして、1998年1月14日には太陽党、国民の声、フロムファイブの合流と、新党の代表に羽田が就任することが了承された。党名は「保守中道政党として二大政党制の一翼を担うイメージにふさわしい」ものが3党の党首の間で検討され、細川が推していた「民政党」に決まった。そして1月23日には民政党が結成された。3月21日には民主党が民政党など3党を吸収合併するかたちで新たな民主党を結成することが決まった。

#### 民主党 (1998年-2012年)

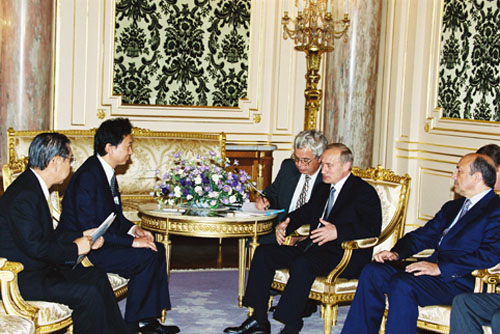
訪日したウラジーミル・プーチンとの会談 (左端、2000年9月)

1998年4月27日に新たな民主党が設立され、羽田は初代幹事長に就任した。2000年9月に2000年民主党代表選挙で鳩山が無投票で再選し第二次鳩山体制が始まると、幹事長は菅直人に交代され、羽田は新設された特別代表に任命された。特別代表としては週に1回の定例会見を行っていた。2001年5月には長男である羽田雄一郎と富士スピードウェイで民主党のステッカー車を走らせ、11月には日韓議員サッカーに参加し、12月にはアフガニスタン難民チャリティーとして雄一郎と共に吉本新喜劇へ出演するなどしており、パフォーマンス好きと揶揄された。2002年に菅直人が民主党の代表に就任すると、羽田は特別代表から最高顧問に任命された。2004年の政治家の年金未納問題では羽田も年金未加入が発覚し、最高顧問を辞任した。その後、9月には最高顧問に復帰した。
羽田は2008年2月に体調を崩して入院した。その際には脳内に血栓が見つかり、リハビリ専門病院でリハビリを行った。その後、3月末に退院した。こうした体調の悪化を受け、2009年に行われた第45回衆議院議員総選挙の際には今回が最後の選挙になるだろうと述べた。そして2010年9月には次の衆院選での政界引退を正式に発表した。2010年9月民主党代表選挙では羽田は小沢を支持した。自自連立政権時代には小沢の自由党のことを「こばんざめ」と評していたが、この時期には自身のインタビューが収録された『泣かない小沢一郎（あいつ）が憎らしい』が刊行され、小沢を「人生でたった一人の盟友」と評した。菅直人の勝利により始まった菅直人体制では羽田は再び最高顧問に任命された。菅直人の辞任に伴う2011年民主党代表選挙では羽田は投票先を明らかにしなかった。野田の任期満了に伴う2012年9月民主党代表選挙でもまた投票先を明らかにしなかった。同年10月に始まった第二次野田体制においても羽田は最高顧問に任命された。
民主党において羽田は羽田グループを率いていた。羽田グループは2001年に「政権戦略研究会」として保守系の議員を中心に立ち上げられ、憲法の全面的な見直しや集団的自衛権行使についての論議に取り組むとしていた。羽田グループは衆参合わせ37人で旗揚げされたが、構成員数は2008年には約15人と報じられ、2009年の政権交代前には約10人と報じられた。

### 政界引退・死去 (2012年-2017年)
羽田は2012年に政界を引退し、その後は多発性脳梗塞の療養生活を送った。2013年には桐花大綬章を受賞した。また、同年には上田市の名誉市民の称号を受けた。2015年には「歴代首相に安倍首相への提言を要請するマスコミOBの会」の要請を受け、当時の安倍内閣のもとで審議されていた安全保障関連法案に反対する旨の提言を発表した。
羽田は2017年8月28日に82歳で老衰のため死去。30日には霊柩車が首相官邸や国会、民進党本部、自民党本部など永田町を巡回し、国会正門前には当時の衆議院議長である大島理森など国会議員50人が並んだ。9月5日には閣議によって従二位に叙された。葬儀・告別式は9月8日に東京の南青山にある青山葬儀所で、羽田家・民進党の合同葬として執り行われた。民進党の代表である前原誠司が葬儀委員長を務め、自由党の代表である小沢一郎が友人代表としてあいさつした。12月には上田市で「お別れの会」が行われ、知事である阿部守一や、長野県選出の国会議員らおよそ2,000人が出席した。また、上田市交流文化芸術センターで上田市公葬が開かれた。

## 政治的立場

### 内政
羽田は政治改革に取り組んでいたことで知られる。政治改革について、羽田は自民党に在籍していた時から、中選挙区制に反対して小選挙区制の導入を主張していた。羽田は、中選挙区制によって真面目に政治が行われない土壌が作られていると述べており、小選挙区制によって民主主義がより確立されるとしていた。同時に政治資金についても、羽田は資金集めのためのパーティーの開催を批判し、献金は公開を条件として集まるようにすべきであると主張していた。また、羽田は国会の定数削減も主張しており、一票の格差を2倍未満にすべきと主張していた。こうして政治改革に取り組む羽田の姿勢を、自民党の副総裁を務めた金丸信は「まるで熱病患者」と評した。

### 外交
外交や国防において、羽田は国連憲章で認められている集団的自衛権が憲法上許されないというのは国際的に理解されない考えであり具体的な議論を進めるべきと主張していた。また、日本は積極的に国連安全保障理事会の常任理事国入りを目指すべきと主張していた。細川内閣での外務大臣時代には日本国外で日本国民が危険にさらされた場合に自衛隊の艦船を派遣できるよう自衛隊法を改正することを提案していたが、連立与党だった社会党の反対によって成立しなかった。
羽田は中国に対して友好的な政治家であり、1997年に香港が中国に返還された際には式典に招待された。その後も日本と中国の経済協力に発展に取り組んだ。羽田は中国メディアに自らの先祖が中国からの渡来人である秦氏であると伝わっていると述べており、首相退任後は中山服を着用していたほか、秦氏と関係があったとされる徐福を敬って日本徐福協会の会長も務めていた。また、アメリカ合衆国に対しても好意的であり、日米両国の信頼関係の深まりが世界の平和と安定のための役割を担うとしている。

### 歴史認識
羽田は太平洋戦争に関して、日本は戦争中の戦争犯罪を公式に謝罪すべきという立場を取っていた。一方で、羽田は毎年靖国神社に参拝しており、みんなで靖国神社に参拝する国会議員の会の会長も務めた。羽田は参拝の理由を再び凄惨な戦争を起こさないことを誓い、多くの犠牲者の慰霊のためであると語っている。ただし、首相在任中には参拝を行わなかった。

## 評価・影響

### 歴史的評価
羽田は派閥政治や金権政治を批判して選挙制度改革に取り組み、「ミスター政治改革」とも呼ばれた。また、小選挙区制の導入に際してはその旗振り役となった。このほか、羽田らによる自民党離党と新生党の立ち上げは55年体制を終焉させ、政界再編を引き起こした。
羽田が首相に就任した際には羽田は細川政権の政治改革を継続すると考えられ、市場関係者らは経験や実績の面で細川よりも適していると評した。しかし、彼の内閣は短命に終わり、目立った実績を残すことが出来なかった。羽田は最も在任期間が短かった首相のひとりであり、日本の首相の在任期間の短さを示す例として嘲笑を受けた。一方で、政治学者の猪口孝は、羽田は温和さと調和の人物であり、政治が流動的かつ連立政権を成立させる必要があった当時においては首相として適切な人物だっただろうと述べている。
温厚な人柄であった羽田は調整型の人物として知られていた。金丸信は彼を小沢一郎と合わせ「平時の羽田、乱世の小沢」と評し、田原総一朗は、羽田は正直で真面目な人物であり、彼が竹下派七奉行だったころでも彼には敵がおらず、自民内に「反羽田」はいなかったと述べている。一方で、小沢一郎とのコンビは「二重権力」と呼ばれて批判され、指導力に欠けているとも言われた。羽田が首相に就任した際には彼を小沢の操り人形として描く風刺漫画が描かれた。

### 後世への影響
羽田は半袖のスーツ（省エネルック）を好んで着用していたことでも知られている。半袖スーツは第2次オイルショックを受けて当時の首相であった大平正芳が提唱した。羽田は1991年に宮澤内閣で大蔵大臣に就任してから半袖スーツを着用するようになり、首相在任中にもよく着用していた。このことから彼は2005年に始まったクールビズの先駆けとも評されており、クールビズを発案した小池百合子は羽田のアイデアが「クールビズにつなげる意味でも参考になった」と述べている。
羽田が地盤とした長野3区は「羽田王国」とも呼ばれ、羽田の後援会である「千曲会」のもとで影響力を保っている。千曲会の会員は多い時で10万人にのぼり、2017年現在で5万人いるといわれる。羽田の引退後は彼の秘書であった寺島義幸が選出され、その後は井出庸生が選出された。井出が2018年に自民党に移籍するまで、長野3区に小選挙区選出の自民党議員はいなかった。ただし、千曲会は高齢化が進み、地方選挙を巡っては組織内部では対立が起きるなど、弱体化が指摘されている。

## 親族
羽田は1965年に綏子と結婚した。羽田と綏子は雄一郎と次郎という2人の息子をもうけた。羽田は息子に厳しい躾を行っており、長男の雄一郎は、子どもの頃に父に連れていかれた植樹祭で知らずに上座に座ったら平手打ちされ食事を抜かれたほか、顔を殴られて鼻血が出たことがあると語っている。雄一郎は羽田の秘書を経て1999年の参議院長野選挙区補欠選挙で初当選し、民主党政権では国土交通大臣などを歴任したが、2020年12月に新型コロナウイルス感染症で死去。次郎は羽田の秘書を経たのち、兄である雄一郎の死去にともなう2021年の参議院長野選挙区補欠選挙に立候補し初当選。この他、2021年に衆議院議員に当選した神津健は甥にあたる。

## 所属していた団体・議員連盟
- 日韓議員連盟（顧問）[175]
- 天皇陛下御即位二十年奉祝国会議員連盟（顧問）
- 北京オリンピックを支援する議員の会（顧問）

## 栄典
- 従二位（2017年）[144]

## 勲章
- エンリケ航海王子勲章グランド・クロス（1993年）[176]
- ルーマニアの星国家勲章グランド・オフィサー（2002年）[177]
- 桐花大綬章（2013年）[138][139]

## 著書
- 『これで、 始める：日本再生のプログラム』同文書院、1996年8月。ISBN 4-8103-8031-9。
- 『小説田中学校』光文社、1996年9月。ISBN 4-334-92273-2。
- 『志』朝日新聞社、1996年11月。ISBN 4-02-256972-7。

## 選挙歴
| 当落 | 選挙                   | 執行日         | 年齢 | 選挙区    | 政党       | 得票数     | 得票率 | 定数 | 得票順位 /候補者数 | 政党内比例順位 /政党当選者数 |
| ---- | ---------------------- | -------------- | ---- | --------- | ---------- | ---------- | ------ | ---- | ------------------ | ---------------------------- |
| 当   | 第32回衆議院議員総選挙 | 1969年12月27日 | 34   | 旧長野2区 | 自由民主党 | 7万3325票  | 29.9   | 3    | 1/6                | /                            |
| 当   | 第33回衆議院議員総選挙 | 1972年12月10日 | 37   | 旧長野2区 | 自由民主党 | 6万7307票  | 27.4   | 3    | 1/5                | /                            |
| 当   | 第34回衆議院議員総選挙 | 1976年12月05日 | 41   | 旧長野2区 | 自由民主党 | 6万1243票  | 26.5   | 3    | 3/5                | /                            |
| 当   | 第35回衆議院議員総選挙 | 1979年10月07日 | 44   | 旧長野2区 | 自由民主党 | 7万1160票  | 30.8   | 3    | 3/6                | /                            |
| 当   | 第36回衆議院議員総選挙 | 1980年06月22日 | 44   | 旧長野2区 | 自由民主党 | 8万943票   | 32.4   | 3    | 1/6                | /                            |
| 当   | 第37回衆議院議員総選挙 | 1983年12月18日 | 48   | 旧長野2区 | 自由民主党 | 7万1880票  | 32.2   | 3    | 1/4                | /                            |
| 当   | 第38回衆議院議員総選挙 | 1986年07月06日 | 50   | 旧長野2区 | 自由民主党 | 8万8908票  | 34.1   | 3    | 1/5                | /                            |
| 当   | 第39回衆議院議員総選挙 | 1990年02月18日 | 54   | 旧長野2区 | 自由民主党 | 7万1192票  | 25.5   | 3    | 2/5                | /                            |
| 当   | 第40回衆議院議員総選挙 | 1993年07月18日 | 57   | 旧長野2区 | 新生党     | 14万6870票 | 51.2   | 3    | 1/5                | /                            |
| 当   | 第41回衆議院議員総選挙 | 1996年10月20日 | 61   | 長野3区   | 新進党     | 16万1670票 | 62.6   | 1    | 1/3                | /                            |
| 当   | 第42回衆議院議員総選挙 | 2000年06月25日 | 64   | 長野3区   | 民主党     | 16万3382票 | 61.2   | 1    | 1/4                | /                            |
| 当   | 第43回衆議院議員総選挙 | 2003年11月09日 | 68   | 長野3区   | 民主党     | 15万203票  | 58.5   | 1    | 1/3                | /                            |
| 当   | 第44回衆議院議員総選挙 | 2005年09月11日 | 70   | 長野3区   | 民主党     | 14万3728票 | 51.1   | 1    | 1/3                | /                            |
| 当   | 第45回衆議院議員総選挙 | 2009年08月30日 | 74   | 長野3区   | 民主党     | 13万8614票 | 47.5   | 1    | 1/4                | /                            |